# Station Ashurst (Kent)
Ashurst is een station van National Rail in Ashurst (Kent), Tunbridge Wells in Engeland. Het station is eigendom van Network Rail en wordt beheerd door Southern. Het station is geopend in 1888. 